# Principe de nirvana
Pour les articles homonymes, voir Nirvana.
Le principe de nirvana est un concept créé par Barbara Low puis utilisé par Freud pour désigner un principe du fonctionnement psychique : la tendance du psychisme à ramener vers zéro, ou le plus bas possible, toute excitation, toute quantité d'énergie ou tension qu'elle soit interne ou externe.

## Freud
Ce terme avait été popularisé en Europe par Schopenhauer, puis utilisé par la psychanalyste anglaise Barbara Low. Le bouddhisme était mal compris en Occident lors de sa découverte au XIXe siècle, parfois assimilé à un nihilisme.
Freud y voit une correspondance avec son concept de pulsion de mort. Ainsi, à la différence du principe de constance, qui est une loi médicale d'homéostasie, le principe de Nirvana désigne une tendance du psychisme au retour vers le néant, la mort. Freud assimile de façon paradoxale le principe de nirvana avec le principe de plaisir dans son ouvrage Au-delà du principe de plaisir, puis il traite à nouveau du sujet en faisant évoluer sa conception et en dissociant les deux dans Le problème économique du masochisme : « En tout cas nous devons rendre compte que le principe de Nirvâna, qui ressortit à la pulsion de mort, a subi dans l’être vivant une modification qui l'a transformé en principe de plaisir, et nous éviterons désormais de tenir les deux principes pour un seul ». Freud attribue cette modification à la pulsion de vie, la libido.